# Alfonso Bialetti
Alfonso Bialetti (Casale Corte Cerro, 17 de junio de 1888-Omegna, 5 de marzo de 1970) fue un ingeniero italiano conocido por la invención de la cafetera moka Express. Diseñada en 1933, la cafetera es un icono de estilo desde la década de 1950. Fue también el fundador de Industrias Bialetti, fabricante italiano de enseres de cocina. 

## Industrias Bialetti
Bialetti adquirió conocimientos sobre cómo trabajar el metal mientras fue operario de la industria de aluminio francesa, etapa que duraría una década. En el 1919 ya había establecido su propio taller en Crusinallo (Piamonte) para hacer productos de aluminio, que se acabó convirtiendo en la compañía Bialetti. Transformó su taller – Alfonso Bialetti & C. Fonderia a Conchiglia – en un estudio por el diseño y la producción.

## Cafetera moka

### Diseño
Bialetti completó su diseño por la cafetera Moka Express el 1933. En italiano se conoce como la Moka, la macchinetta o la caffettiera. Los modelos originales de la cafetera son exhibidos en el Museo de Diseño del Londres. Bialetti fue probablemente influido por diseñadores contemporáneos como Hoffmann, Puiforcat, Genazzi y Henin; parcialmente, se inspiró en sus diseños de cafeteras.

### Desarrollo y marketing
El Moka convirtió la compañía Bialetti en el fabricante de cafeteras líder en Italia. Entre 1934 y 1940, el humilde Moka fue comercializado solo localmente - vendido por Alfonso a los mercados semanales dentro de Piamonte. En estos seis años solo se produjeron 70,000 unidades. El 2001, se habían producido un total de 220 millones de unidades. Durante la Segunda Guerra Mundial los precios en aumento del café y el aluminio desaceleraron la producción de los productos de Bialetti. No fue hasta que Renato, el hijo de Alfonso, cogió las riendas de la compañía el 1946 que la compañía no se centró en un producto solo: el Moka Express. Un enorme campaña de marketing fue iniciada por Renato que incluía televisión, anuncios en el calles de Milán e incluso la creación de una estatua gigante del Moka Express.

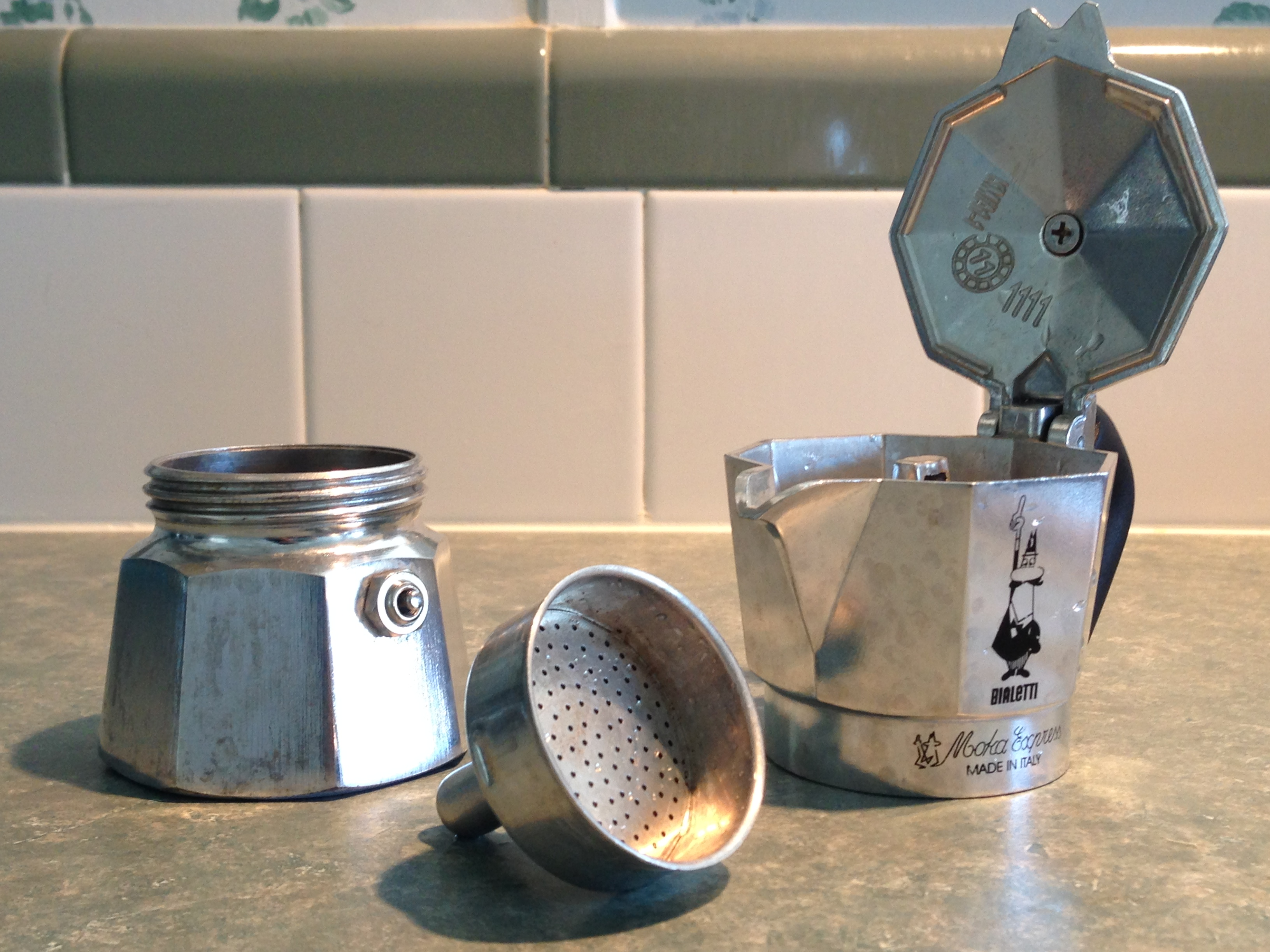
Cafetera expreso moka de la marca Bialetti

### Impacto social
Las máquinas de café exprés previas a la máquina de Bialetti eran grandes, caras y técnicamente más complicadas. Pocas personas las mantenían en casa de tal manera que beber café era en gran parte un asunto público. La cafetera Moka Express, que era comparativamente pequeña, trueque, y fácil de utilizar, hizo factible que muchas personas prepararan espresso en casa.

### Mecánica de percolación de café
Los compuestos aromáticos y otros compuestos de sabor son extraídos de los granos de café por el Moka utilizando un proceso conocido como percolación. Para este proceso, se coloca el percolador una área calentada hasta que la presión en el compartimento de agua aumenta, provocando que el agua ascienda a través de un embudo, pasando por los granos de café y el filtro hasta el compartimento superior. De acuerdo con el marketing de Bialetti, el diseño mecánico de la cafetera moka se inspiró en las lavadoras primitivas utilizadas por las mujeres italianas: la ropa era hervida en tubos que se disponían alrededor de un conducto central que sacaba agua hirviendo jabonosa que se redistribuía por la ropa a través de una apertura radial.